# Reuters/Jefferies CRB Index
Il Reuters/Jefferies CRB Index è un indice sulle commodity.
È stato concepito per fornire rappresentazioni accurate per investimenti a lungo termine sulle materie prime grazie ad un algoritmo di calcolo chiaro e specifico.
La storia di questo indice inizia nel 1957, quando il Commodity Research Bureau costruì un indice composto da 28 commodity che fece la sua prima comparsa nel 1958 nel CRB Commodity Year Book. Da allora, dato che il mercato delle commodity è in continua evoluzione, l'indice si evolve nel tempo con aggiornamenti periodici per rimanere sempre un indicatore delle performance delle commodity.
L'Indice ha cambiato nome in Reuters/Jefferies CRB nel 2005 dopo l'ultima revisione in cui l'apporto di Reuters è stato fondamentale per garantire un'accurata rappresentazione del mercato moderno delle commodity.

## Altri Indici
- Commin Commodity Index
- Dow Jones-AIG Commodity Index
- Goldman Sachs Commodity Index
- Standard & Poor's Commodity Index